# Platytaenia goloskokovii
Platytaenia goloskokovii är en flockblommig växtart som beskrevs av Jevgenij Korovin. Platytaenia goloskokovii ingår i släktet Platytaenia och familjen flockblommiga växter. Inga underarter finns listade i Catalogue of Life.